# Entre les frontières
Pour plus de détails, voir Fiche technique et Distribution.
Entre les frontières est un documentaire franco-israélien réalisé par Avi Mograbi et sorti en 2017.

## Fiche technique
- Titre : Entre les frontières
- Réalisation : Avi Mograbi
- Scénario : Avi Mograbi
- Photographie : Philippe Bellaïche
- Son : Tuli Chen, Ronen Geva et Negassi Mengstu
- Montage : Avi Mograbi
- Musique : Noam Enbar
- Production : Les Films d'ici - Avi Mograbi Productions
- Distribution : Météore Films
- Pays de production :  Israël,  France
- Genre : documentaire
- Durée : 85 minutes
- Date de sortie : France - 11 janvier 2017

## Sélections
- Cinéma du réel 2016
- Berlinale 2016
- Festival international du cinéma indépendant de Buenos Aires 2016
- Festival des trois continents 2018